# Mundialito 1980–81
Mundialito (Copa d'Oro, Copa de Oro de Campeones Mundiales) 1980-81 - hiszp. "Mały Puchar Świata lub "Puchar Zwycięzców Mundiali", pojedynczy, międzynarodowy turniej piłkarski, rozegrany w stolicy Urugwaju - Montevideo w dniach 30 grudnia 1980 - 10 stycznia 1981. Turniej został zorganizowany z okazji 50. rocznicy MŚ w piłce nożnej, które odbyły się w Urugwaju w 1930.

## Uczestnicy
- Urugwaj - gospodarz; zwycięzca mundiali z 1930 oraz 1950
- Brazylia - zwycięzca mundiali z 1958, 1962 oraz 1970
- RFN - zwycięzca mundiali z 1954 oraz 1974
- Włochy - zwycięzca mundiali z 1934 oraz 1938
- Argentyna - zwycięzca mundialu z 1978
- Holandia - dwukrotni srebrni medaliści mistrzostw z 1974 oraz 1978, Holandia została powołana by "zastąpić" Anglię

 Anglia, zwycięzca mundialu z 1966, zrezygnowała z rozgrywek.

## Grupa A
| Drużyna  | M | Z | R | P | B+ | B- | +/- | Pkt |
| -------- | - | - | - | - | -- | -- | --- | --- |
| Urugwaj  | 2 | 2 | 0 | 0 | 4  | 0  | +4  | 4   |
| Holandia | 2 | 0 | 1 | 1 | 1  | 3  | −2  | 1   |
| Włochy   | 2 | 0 | 1 | 1 | 1  | 3  | −2  | 1   |

| 30 grudnia 1980 | Urugwaj · Ramos 31' · Victorino 45' | 2:0 | Holandia |  |
|                 |                                     |     |          |  |

| 3 stycznia 1981 | Urugwaj · Morales 67' (k.) · Victorino 81' | 2:0 | Włochy |  |
|                 |                                            |     |        |  |

| 6 stycznia 1981 | Włochy · Ancelotti 7' | 1:1 | Holandia · Peters 15' |  |
|                 |                       |     |                       |  |

## Grupa B
| Drużyna   | Pld | W | D | L | GF | GA | +/- | Pkt |
| --------- | --- | - | - | - | -- | -- | --- | --- |
| Brazylia  | 2   | 1 | 1 | 0 | 5  | 2  | +3  | 3   |
| Argentyna | 2   | 1 | 1 | 0 | 3  | 2  | +1  | 3   |
| RFN       | 2   | 0 | 0 | 2 | 2  | 6  | −4  | 0   |

| 1 stycznia 1981 | Argentyna · Kaltz 84' (sam.) · Ramón Díaz 88' | 2:1 | RFN · Hrubesch 41' |  |
|                 |                                               |     |                    |  |

| 4 stycznia 1981 | Brazylia · Edevaldo 47' | 1:1 | Argentyna · Maradona 30' |  |
|                 |                         |     |                          |  |

| 7 stycznia 1981 | Brazylia · Júnior 56' · Toninho Cerezo 61' · Serginho 76' · Zé Sérgio 82' | 4:1 | RFN · Allofs 54' |  |
|                 |                                                                           |     |                  |  |

## Finał
| 10 stycznia 1981 | Urugwaj · Barrios 50' · Victorino 80' | 2:1 | Brazylia · Sócrates 62' (k.) |  |
|                  |                                       |     |                              |  |

## Zwycięzca
| Zwycięzca Pucharu Zwycięzców Mundiali |
| ------------------------------------- |
| Urugwaj                               |

## Strzelcy bramek
3 gole
- Waldemar Victorino

1 gol
- Ramón Díaz
- Diego Maradona
- Edevaldo
- Junior
- Serginho
- Sócrates
- Toninho Cerezo
- Zé Sérgio
- Klaus Allofs
- Horst Hrubesch
- Jan Peters
- Carlo Ancelotti
- Jorge Barrios
- Julio Morales
- Venancio Ramos

Gole samobójcze
- Manfred Kaltz (dla Argentyny)